# Mystik
Mystik (senlatin theologia mystica, av latin mysticus "som hör till mysterierna", även "hemlighetsfull", från grekiska mystikos, "invigd", "som hör till mysterierna", "hemlighetsfull") betecknar en religiös eller filosofisk åskådning vars anhängare söker nå förening med det översinnliga eller gudomliga eller kännedom om den sanna verkligheten genom att kontemplativt fördjupa sig i den inre erfarenheten. Ordet används även om psykisk inriktning, om själsupplevelse och dylikt varigenom en dylik förening eller kännedom förberedes eller uppnås.
Ordet betecknar också erfarenheter av sådana möten med en yttersta verklighet tolkade som gudomlig eller en personlig, andlig relation till det absoluta eller gudomliga. Ofta beskrivs detta som den mystika enhetsupplevelsen.
En drivkraft bakom mystiken är att sökaren inte anser att den traditionella religionens vägar och breda allmänna förklaringsmodeller räcker till. Man vänder sig från "det yttre" mot kontemplation som direkt, oförmedlat, omedelbart, anses kunna ge kunskap eller enhetsupplevelse. Mystik är inte detsamma som en fördjupning i jaget. Man skiljer ibland mellan en extrovert (utåtvänd) mystik – riktad mot den yttre världen och en introvert (inåtvänd) mystik – riktad från den yttre världen.
Mystik anses förekomma i alla världsreligioner, även om relationen till institutionaliserad religion ibland kan vara ansträngd. 

## Etymologi
Ordet mystik kommer ytterst av grekiska μυω (muo) med betydelsen "jag döljer" och dess avledning μυστικός (mystikos) med betydelsen "en invigd". 
Orden mystik och mysterium har gemensamma rötter, men används numera vanligen på helt olika sätt. Mystik betecknar ett personligt, oförmedlat sätt att närma sig det absoluta eller det gudomliga; mysterium (mysterion) kännetecknas av att individen invigs i en grupp och därigenom får tillgång till kunskap som förutsätts hållas hemlig för utomstående.
Orden har, utöver sin betydelse i filosofisk och religionsvetenskaplig terminologi, under 1800-talet fått en allmän betydelse av "vad som är hemlighetsfullt och dunkelt".

## Mystiken förenar religionerna
Mystiken är i sin kunskapsaspekt nära besläktad med metafysik och kan i viss mån ses som en subkategori till esoterismen. Mystiken förekommer inom nästan alla världsreligioner, och ofta ligger religionernas mystiska tolkningar och klargöranden närmare varandra än vad moderreligionerna gör. Sålunda liknar gudsbegreppen/tolkningarna av Det Absoluta inom gnosticism, kristen mystik, sufism, kabbala, buddhistiska och hinduistiska mysterietraditioner och daoismens mystik varandra, medan de breda moderreligionerna kristendom, islam, judendom, buddhism, och traditionell kinesisk religion inte är lika överens.
En indisk folkvisa beskriver det gudomliga som förenar religionerna på följande sätt:
| ” | In i världshavets djupa famn rinner bäckar stora som små från många källor berg uppå Många är namnen och orden men människor från hela jorden böjer sig i ödmjuk skrud inför världens ende Gud, Dock känd under så många namn | „ |

Den religiösa innerligheten och insikt går just under namnet gnosis, som betyder "insikt", av de kristna gnostikerna. Andra kristna skulle beskriva det som fullständig frälsning. För de muslimska mystikerna (sufismen), och även för bahá'íerna, är målet ett tillstånd av enhet med Gud; för hinduisterna en upplysthet som leder till utplånandet av all negativ karma, befrielse från samsara (kretsloppet av död och återfödelse) och en kommande enhet med Gud. Det mystika begreppet moksha inom hinduismen motsvaras av nirvana inom Buddhismen, där det högsta målet är att bli "upplyst" och därmed ofjättrad när det gäller samsara. Även om det är mera uttalat inom Hinduismen, Buddhismen och Daoismen, så är insikten om att sökaren måste ge upp det egna jaget central i de flesta religioners mysterietraditioner.

## Unio Mystica

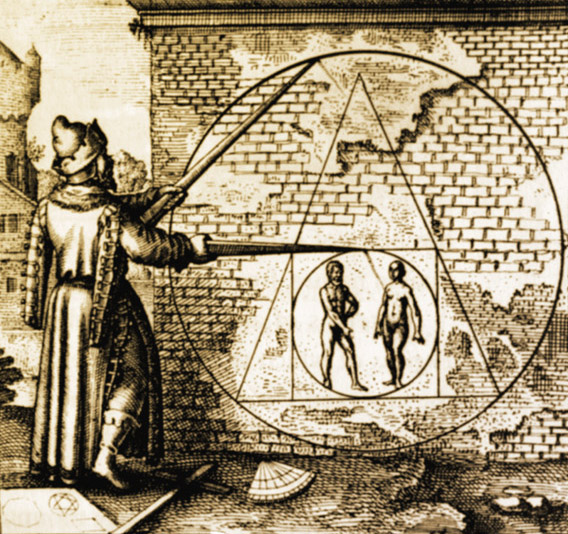

Åtskilliga religionsvetare har ägnat mystiken sitt intresse. Den har nämligen huvudsakligen religiösa funktioner, när såväl språket som huvudströmningarna inom religionerna är otillräckliga för att beskriva och förklara erfarenheter och förhållanden. Mystiken tar inte sällan hjälp av paradoxer just för att språket inte räcker till. Gud beskrivs i form av negationer: Gud är inte själ, Gud är inte kropp, Gud är inte rörlighet, Gud är inte stillastående, Gud är inte ändlig, Gud är inte oändlig, osv. Mysticismens mål är den direkta, oförmedlade föreningen med det gudomliga (lat. unio mystica, "mystisk förening"). Då denna förening är målet så är utgångspunkten samtidigt att det finns ett avstånd att övervinna mellan det gudomliga och människan så som hon lever här och nu.
Mystiken ser unio mystica som en frigörelse av den gudomliga kärnan i människan. Resultatet är extas eller insiktsfullhet. Som nämnts ovan räcker inte det mänskliga språket till för att beskriva denna insikt eller erfarenheten av Gud eller Det Absoluta, den Yttersta sanningen. 
Den omedelbara eller direkta föreningen nås genom olika medel. I stort sett alla religioner betonar att en inre tystnad och stillhet behövs för att nå fram till de högsta kunskaperna. Detta stillande av sinnet och fördjupande av andligheten kan ske med en rad tekniker, som inom religionerna ofta benämns askes, kontemplation, meditation och bön.
Teknikerna utgår i flertalet religioners mystika traditioner från att människan ska söka efter Gud eller den Yttersta sanningen inom sig själv, i det allra innersta av medvetandet. Detta uttrycks av den persiske poeten och sufimästaren Rumi (1207 - 1273) på följande sätt: Olikheter mellan 2 olika på kost utrymmen.
En indisk folkvisa beskriver det gudomliga som förenar religionerna på följande sätt:
| ” | Jag är inte gömd i det höga eller låga Inte heller i jorden, himlen eller på tronen Detta är visshet, O älskade: Jag är gömd i hjärtat hos den trogne. Om du söker mig, sök i deras hjärtan. | „ |

Mystiken betonar ofta att det inre sökandet måste ske med stor målmedvetenhet, men att sökaren samtidigt måste avstå från förväntningar och förutfattade meningar om det som ska upplevas. Intellektuella ansträngningar ses som hinder på vägen mot insikt. Motsättningen mellan mystik och rationell är emellertid inte total. Exempelvis hos Platon och i platonismen är det diskursiva tänkandet (resonerande tänkandet) tvärtom en förutsättning för att sökaren ska nå det mystiska skådandet, den intuitiva upplevelsen, som omvänt fullbordar och utgör grunden för den diskursiva tanken.

## Uppgivandet av det egna jaget
Mystiken betonar religiös innerlighet. Detta ska inte förväxlas med ett fördjupande i jaget. Tvärtom, så länge vi klänger oss fast vid illusionen om jagets stora betydelse och ser allt i relation till vår egen person, är vi även avskilda från de djupaste sanningarna. Detta kan man göra i extrovert (utåtvänd) mystik genom att man underordnar jaget i samspelet med omvärlden och når enhetsupplevelsen genom en insikt i den yttre världens inre sammanhang. På samma sätt innebär inte introvert (inåtvänd) mystik självupptagenhet utan ett uppgivande av det egna jaget, så att man når upplevelsen genom att man ser bort från den yttre världen.
Jesus understryker betydelsen av att leva i nuet med orden: "Gör er därför inga bekymmer för morgondagen. Den får själv bära sina bekymmer." Ett sufiskt ordspråk uttalar en liknande tanke: "Ångra inte det förflutna och hys ej oro för framtiden." Även en rad buddhistiska berättelser uttrycker värdet av att leva i nuet, och den judiske filosofen Maimonides (1135–1204) har sagt att människan uppnår ett stadium högre än vanliga profeter "när värt hjärta ständigt är nära Gud, samtidigt som vår kropp är i människors gemenskap".
Inom exempelvis Buddhismen finns tekniker utarbetade för att mödosamt nå insikten om att jaget bara är en tillfällig konstruktion – "jagets illusion". Inom Bahá'í och Islam baseras uppgivandet av det egna jaget fastmer på en kapitulation inför det som är oändligt mycket större än den egna personligheten. Bahá'u'lláh (1817–1892) skriver i egenskap av Guds språkrör i sin mystiska bok Förborgade Ord:
En indisk folkvisa beskriver det gudomliga som förenar religionerna på följande sätt:
| ” | O, människoson! Om du älskar Mig, vänd dig bort från dig själv, och om du söker Mitt behag, se ej till ditt eget, på det att du må dö i Mig och Jag för evigt leva i dig. | „ |

Inom Asiens religioner har man utvecklat specifika tekniker för att uppnå sinnestillstånd där jaget och upplevelsen av sig själv som ett subjekt försvagas och kanske upplöses.
Zenbuddhisterna talar till exempel om begreppet mushin (japanska: utan medvetande) och theravadabuddhisterna använder begreppet anatman (sanskrit för "icke-jag").
Denna upplevelse av individualitetens upplösning är ofta central för den mystiska erfarenheten.
Mystiken är dock inte förbehållen de religiösa. Religionsfilosofen William James gjorde under 1800-talet försök med lustgas och andra substanser som kunde inducera en mystisk erfarenhet vilket redovisas i "The Varieties of Religious Experince". Flera mer eller mindre seriösa försök av detta slag gjordes under 1900-talet av bland andra Aldous Huxley som menade att droger var en möjlighet till mystisk erfarenhet.

## Olika religioners mystika traditioner

### Judendom: kabbala
Kabbala är en esoterisk metod, disciplin och skola som har sitt ursprung i judendomen, och som utvecklades speciellt under medeltiden. Senare kom kabbala att användas på från judendomen fristående sätt av kristendomen, av ockulta samfund, inom New Age, och löpande i synkretistiska anpassningar för att få mystiska förklaringsmodeller från olika religioner att gå ihop. Kabbala utvecklades således ursprungligen inom sfären av judiskt tänkande, och kabbalister använder ofta klassiska judiska källor för att förklara och demonstrera dess esoteriska läror. Dessa läror innehas av anhängare i judendomen att definiera den inre betydelsen av både den hebreiska bibeln och traditionella rabbinska litteraturen och deras tidigare i hemlighet överförda dimension, samt för att förklara den djupare betydelsen av judiska religiösa ceremonier.

#### Västerländsk kabbala
Från renässansen och framåt kom judiska kabbalatexter in i den icke-judiska kulturen, där de studerades och översattes av kristna hebraister och hermetiska ockultister. Kabbala utanför judendomen är en uppsättning är flertalet av esoteriska läror som används för att försöka att förklara sambandet mellan en oföränderlig, evig, och mystiska Ein Sof (oändlighet) – och det dödliga, ändliga och ofullständiga universum (Guds skapelse människan är ju knappast perfekt). Även om det används mycket i vissa sammanhang av organisationer med namn, är kabbala inte ett religiöst samfund i sig. Den bildar bland mycket annat grunden för mystisk religiös tolkning. Kabbala anses även innehålla metoder för att underlätta förståelsen av begrepp och därigenom uppnå andlig insikt.
Genom dessa icke-judiska sammankopplingar med magi, alkemi och spådom förvärvade kabbala några populära ockulta inspirationer från en religions kanon, förbjudna inom judendomen, där judiska praktisk kabbala var tillåtna att användas endast av en allt mindre elit. Idag är många publikationer om kabbala utgivna av icke-judiska new age-förlag och något äldre böcker används i västerländska ockulta traditioner. Det finns dock religionsvetenskapliga ansatser att översätta de betydligt äldre judiska kabbalatexterna för en specialintresserad akademisk läsekrets.